# Liste der pakistanischen Botschafter in Osttimor

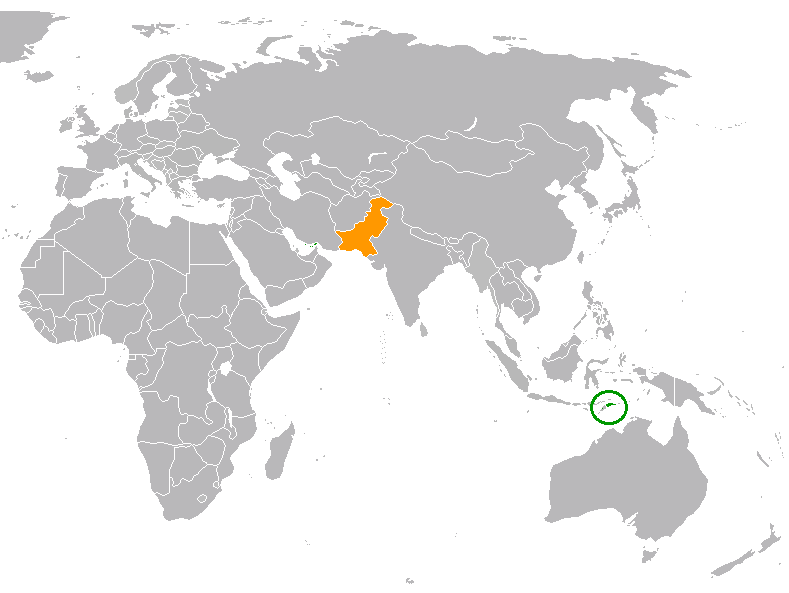
Osttimor (grün) und Pakistan (orange)

Diese Liste führt die pakistanischen Botschafter in Osttimor auf.

## Hintergrund
Der Botschafter Pakistans hat seinen Sitz im indonesischen Jakarta. Er ist auch bei den ASEAN akkreditiert.

## Liste der Botschafter

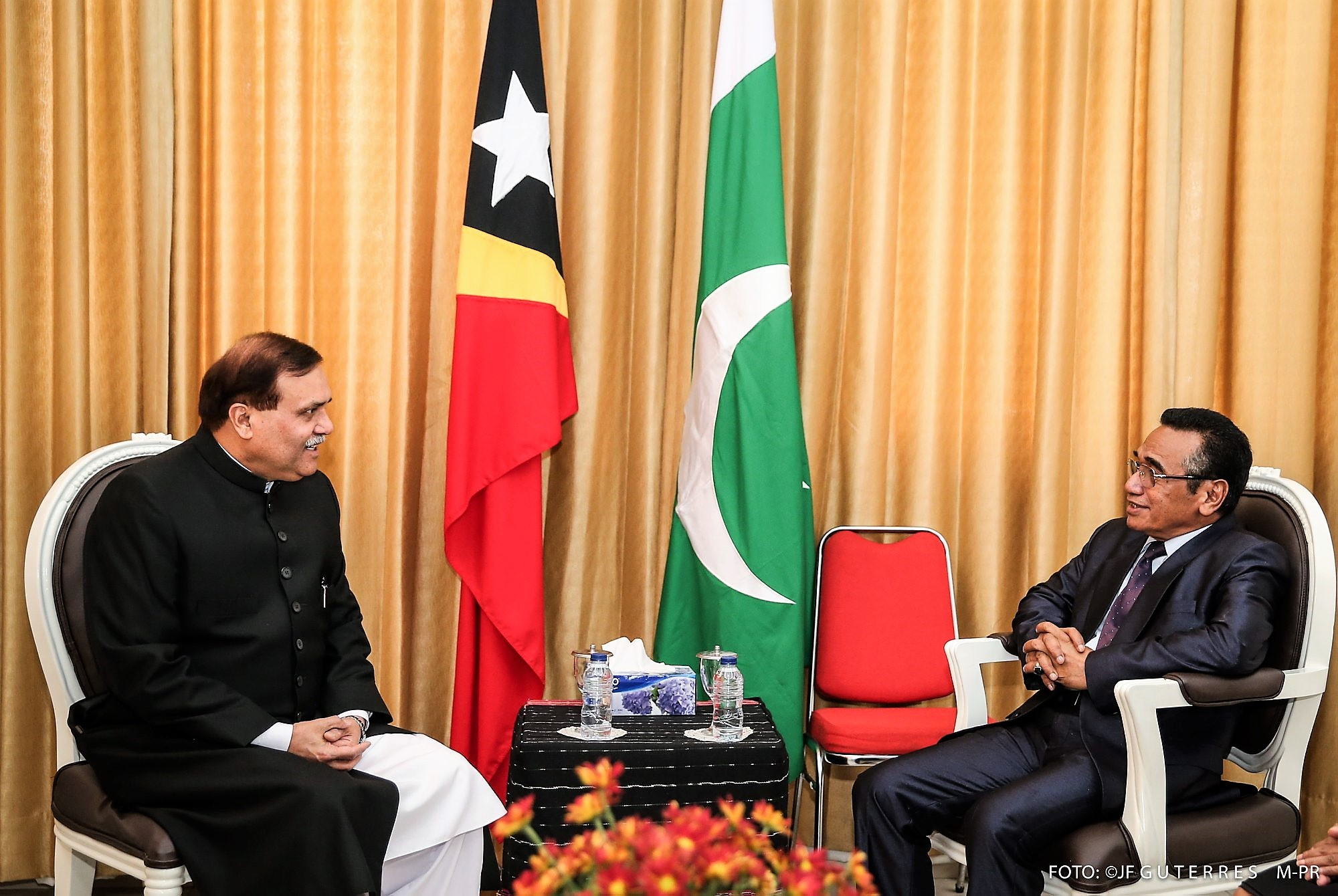
Botschafter Abdul Salik Khan und Osttimors Präsident Francisco Guterres (2019)

| Amtszeit  | Name                  | Anmerkungen                                  |          |
| Pakistan  | Pakistan              | Pakistan                                     | Pakistan |
| --------- | --------------------- | -------------------------------------------- | -------- |
| ?         |                       |                                              |          |
| 2014–2015 | Attiya Mahmood        |                                              |          |
| 2016–2018 | Mohammad Aqil Nadeem  |                                              |          |
| 2018–2020 | Abdul Salik Khan      | Akkreditierung: 1. März 2019                 |          |
| 2021–2024 | Muhammad Hassan       | Akkreditierung (virtuell): 11. November 2021 |          |
| seit 2024 | Ameer Khurram Rathore | Akkreditierung in Osttimor: 19. Februar 2024 |          |